# Monte Pacino
La punta Pacino, pico Pacino, monte Pacino o selva de Pacino es un monte pirenaico situado en el valle de Tena en el Alto Aragón. Se encuentra situado en el municipio de Sallent de Gállego, junto al pueblo de Lanuza. 
Su pico alcanza 1.965 metros de altura. Se accede al mismo desde el cementerio de Sallent, por el PR-LO-91 a través del cuello del Pacino (1826 m). En su cima se encuentra un vértice geodésico.
El monte se encuentra protegido como Lugar de Importancia Comunitaria (LIC) por su valor ecológico, pues la umbría del monte genera un ecosistema alpino bien conservado dado que su desfavorable orografía supuso un aprovechamiento histórico como fuente de leña para los habitantes de Sallent y Lanuza en vez de su tala para aumentar los pastos para el ganado. Consta sin embargo hasta al menos el siglo XIX su uso como pasto de animales por los habitantes de Lanuza.
En un barranco del monte se ha localizado también un yacimiento arqueológico de época paleolítica.

## Toponimia
El topónimo pacino es proviene del latín OPACINU derivado de OPACU, la raíz latina que ha originado la palabra opaco.

## Medio ambiente
El bosque en el Pacino se encuentra así dominado por la presencia de hayas (Fagus sylvatica), lo que lo convierte en un refugio para especies animales relacionadas como los invertebrados Lucanus cervus y Rosalia alpina, ambos protegidos por la legislación europea. El hayedo es complementado por acebos (Ilex aquifolium) y serbales (Sorbus aucuparia) en las zonas bajas y por pinos (Pinus uncinata) en las zonas altas. Es además una de las tres áreas con presencia de la orquídea Cypripedium calceolus en la península ibérica y la única en Aragón.
La cercanía al río Gállego lo convierte igualmente en un refugio para el desmán de los Pirineos, una pequeña especie autóctona en peligro de extinción. Se han localizado igualmente poblaciones de salamandras (Salamandra salamandra) en el entorno.

## Arqueología
En el monte se ha encontrado un túmulo, probablemente relacionado con varias estructuras megalíticas del entorno. Las ubicaciones exactas de los diferentes hallazgos difieren sin embargo en las fuentes y en la nomenclatura, estando varios de los hallazgos pendientes de una excavación y estudio sistemático.